# Grifter
Grifter, il cui vero nome è Cole Cash, è un personaggio della serie a fumetti WildStorm Wildcats, illustrata da Jim Lee e scritta da Brandon Choi.
In Italia il suo nome è stato spesso tradotto in Rapace.

## Personalità
(Grifter criticando Spartan)
Grifter è un uomo polemico, ribelle, antisociale, anticostituzionale e non collaborativo. Perennemente in discussione con i compagni di squadra ed in "guerra" con qualsiasi forma di autorità. Cole non nasconde il suo odio per l'idea di cooperare come una squadra ed è fortemente convinto che se la caverebbe meglio da solo piuttosto che con i suoi compagni a seguito; convinzione cui ha dato prova di veridicità in più occasioni. Vive in un continuo stato di sospetto e avversione verso chiunque gli stia intorno e per questo non si fida di nessuno. L'unica persona nei Wildcats cui sembra affezionato è Zelota, mentre invece odia dichiaratamente Spartan, considerandolo un oggetto, non è raro infatti che nelle occasioni in cui il droide viene distrutto egli rimproveri l'amarezza d'animo dei compagni commentando:
Spesso Grifter si dimostra cinico, egoista e sprezzante della vita altrui. Condivide rapporti positivi essenzialmente con gli ex-compagni del Team 7, provando un certo grado di stima nei confronti di Marc Slayton, Cray e Midnighter; l'unico a considerare alla stregua di un amico è John Lynch, suo diretto superiore al tempo della squadra.

## Biografia del personaggio

### Infanzia e adolescenza
Riguardo al passato di Cole Cash si sa poco; per sua stessa ammissione crebbe a Los Angeles, approssimativamente negli anni cinquanta. Tuttavia gli autori hanno narrato due versioni della sua infanzia: La prima lo vuole orfano di padre in tenera età e cresciuto succube del secondo marito della madre, il quale picchiava costantemente lui e il fratello Max. Secondo questa versione Grifter si rese colpevole dell'omicidio dell'uomo subito dopo la morte della madre. La seconda versione invece vede sua madre morire quando Cole e Max erano poco più che bambini, i due vennero cresciuti successivamente dal padre. È tuttavia sicuro che raggiunta l'adolescenza Cole scappò di casa ed iniziò una carriera criminale per guadagnarsi da vivere. La vita del ladro e del picchiatore tuttavia non gli andò bene, difatti venne arrestato e mandato in riformatorio. Qui gli venne offerta una seconda possibilità: unirsi alle Operazioni Internazionali. Non avendo nulla da perdere Cole accettò e venne così iscritto dal governo a un breve corso d'accademia militare dove si rivelò estremamente portato, diventando in breve il primo del suo corso assieme all'amico Andrew Johnson. Quelli furono gli anni migliori della sua vita, quelli che lo portarono a capire quale sarebbe stata la sua strada di difensore del paese e dei "disperati" come lo era lui.

### Team 7
Cash, vista la sua straordinaria attitudine al combattimento fu in breve promosso sergente e inserito nel Team 7, la task force delle Operazioni Internazionali formata tramite la selezione dei maggiori esperti in tutti i rami militari del governo. Qui farà carriera velocemente divenendo tenente.
Cole Cash dunque, fornito del nome in codice di Deadeye iniziò la collaborazione con i migliori soldati del paese tra cui l'amico Andrew, sotto la guida di John "Topkick" Lynch. Nonostante il suo carattere Deadeye riuscì a integrarsi nel gruppo risultando uno dei soldati più stimati del dipartimento, tuttavia maturò anche il sospetto che qualcosa non quadrasse nella formazione del team, presupponendo che in realtà il governo desiderasse realizzare qualcosa di più grosso che una semplice task force. Il suo sospetto si rivelò esatto.
L'intero gruppo di lì a poco verrà esposto a sostanze radioattive (il Fattore-Gen) durante una missione, avvenimento che le Operazioni Internazionali faranno passare per una trappola nemica. I sopravvissuti manifesteranno da allora sorprendenti poteri metafisici e superumani, tra di essi Cash, che sarà dotato di una debole capacità telecinetica e telepatica.
Tuttavia non tutti i soldati della squadra furono tanto fortunati, molti di loro si ritrovarono affetti da allucinazioni e disordini mentali che li portarono a suicidarsi o impazzire, tra di essi ci fu anche Andrew, che iniziò a credersi un dio in terra e usare il suo potere in maniera sempre più sadica. Disgustato dal comportamento dell'amico Deadeye gli sparerà in faccia a bruciapelo uccidendolo per impedirgli di causare altre morti. Il dolore fornitogli da Andrew influì molto sulla formazione del suo carattere.
Inferocito Cole iniziò a indagare di nascosto e scoprì che il governo li aveva manipolati per creare dei supersoldati, messo al corrente Lynch riuscirà a far sciogliere il gruppo dall'uomo ed a nascondere i compagni nei luoghi più disparati per impedire al governo di sfruttare il loro dono (che lui battezza "magia").

### L'addestramento Coda
Quando tutti i suoi compagni si separarono Cole fu il solo a non mantenere i contatti poiché disilluso dalla fine di quei giorni di gloria. Frustrato e arrabbiato col mondo inizierà a lavorare come sicario freelance. Durante questo periodo conoscerà l'antica guerriera ibrida umano-cherubino Zannah di Khera (alias Zelota), i due si innamoreranno e, grazie a lei Cash riscoprirà passione nella vita umana e verrà introdotto all'addestramento delle Coda, divenendo a tutti gli effetti il primo uomo ad aver mai subito l'insegnamento delle discipline delle guerriere.

### La nascita di Grifter
Pochi anni dopo lui e Zelota si lasciarono; per la guerriera infatti quella con Cole era solo un'altra delle sue tante relazioni sentimentali avute nel corso degli anni; tuttavia Cash le rimase eternamente devoto per ciò che gli aveva insegnato e per averlo salvato da sé stesso. I due resteranno buoni amici e insieme si uniranno ai Wildcats. Qui Cash assumerà l'identità di Grifter e, nonostante i tanti disaccordi con gli altri membri del gruppo porterà a termine parecchie missioni dimostrandosi degno del nome di eroe. In questo periodo tuttavia la tragedia lo colpisce nuovamente; è infatti costretto a uccidere il fratello Max Cash, già ucciso da un supercriminale e resuscitato come zombie.
Poco tempo dopo Grifter e Zelota riallacceranno la loro relazione e l'uomo si renderà responsabile della morte del supercriminale Kenyan, colpevole di avergli fatto credere che l'amata fosse morta e di aver ucciso suo fratello Max. Tempo dopo aiuterà Lynch a mettere in moto il suo piano per distruggere definitivamente le operazioni internazionali, sebbene ci vorranno due anni per poterlo realizzare del tutto.
A seguito di una missione contro l'Agente Orange, il supercriminale gli spappolerà una gamba riducendolo su una sedia a rotelle per un certo periodo di tempo, durante il quale Cash si ritirerà dall'attività e prenderà una pausa dal gruppo, lasciando il manto di Grifter a Edwin Dolby. Dopo che questi si rivelerà incapace di mantenere la pressione derivata dalla vita dell'uomo tuttavia, Cole riprenderà a indossare la maschera con la gamba completamente risanata dal suo fattore di guarigione.
Mesi dopo porterà finalmente a compimento il piano di Lynch e toglierà Miles Craven dal comando delle Operazioni Internazionali per permettere all'amico di subentrarvi e ricostruire l'organizzazione sotto una nuova, pulita e incorruttibile immagine.

### Worldstorm
Dopo il cataclisma globale presentato in Worldstorm, Grifter, assieme agli altri Wildcats e a Gen¹³ inizierà a prestare i primi soccorsi ai feriti e a ricostruire la civiltà nel pianeta; diventando una sorta di braccio destro per il nemico/amico Spartan.

## Poteri e abilità
Grifter, come tutti i membri del Team 7 ha sviluppato incredibili poteri telepatici e telecinetici come risultato dell'esposizione al Fattore Gen. Questi poteri tuttavia, già di principio i più deboli all'interno del gruppo, nel corso degli anni si sono affievoliti e atrofizzati tanto che l'ultima volta che li utilizzò riuscì solo a provocare un'epistassi all'avversario. Tutt'oggi Cole non è più in grado di utilizzare i suoi poteri autonomamente ma solamente se in presenza di un altro membro del Team 7, a seconda poi della quantità di potere a disposizione di quest'ultimo dipenderà la quantità di potere cui Grifter ha accesso. In un certo senso quindi Cash è una sorta di spugna per i poteri degli altri membri del Team 7. Curiosamente quando è connesso ai poteri di Topkick perfino l'enorme quantitativo di potere a disposizione dell'uomo risulta sotto controllo.
Un effetto secondario e tuttora manifesto del suo Fattore Gen è il fattore guarente che gli permette non solo di riprendersi da fratture, ustioni e abrasioni in pochi attimi, ma addirittura gli rallenta l'invecchiamento, tanto che si presenta ancora con le stesse sembianze avute ai tempi del Team 7, sebbene siano passati 20 anni.
Sempre per lo stesso motivo Grifter è estremamente resistente a droghe e interrogatori mentali.
Grifter è inoltre addestrato nel combattimento corpo a corpo delle Coda, ed è l'unico uomo al mondo ad esservi stato iniziato. L'addestramento lo ha reso un combattente implacabile ed ha alterato profondamente i suoi sensi e i suoi riflessi, tanto da fare in modo che riesca a percepire la presenza di altre creature viventi nelle vicinanze solo chiudendo gli occhi.
Oltre ai poteri superumani Cash è un cecchino provetto dotato di una mira infallibile sotto ogni punto di vista ed è capace di usare una quantità impressionante di armi anche da taglio, sebbene la sua specialità siano le armi da fuoco, di cui possiede una vastissima conoscenza e che possiede in larghissima quantità quasi come le collezionasse.

## Altre versioni

Grifter e Zelota nella serie animata

- Durante la seconda guerra mondiale nel Team Zero erano presenti sia un membro noto col nome in codice Deadeye (il sergente Samuel (Saito) Nakadai) che uno noto col nome in codice di Grifter (il caporale William S. Miller). Nessuno dei due personaggi ha tuttavia un legame con Cole Cash.
- Per un certo periodo i panni di Grifter furono indossati dal discepolo Edwin Dolby, tuttavia questi rivelò di non avere nervi a sufficienza per ricoprire il difficile ruolo, fatto che costrinse Cole a ritornare alle sue vesti interrompendo il periodo di pausa che si era preso.
- Una versione alternativa di Grifter è quella proposta in Grifter & Midnighter: Unione incivile, di Chuck Dixon e Ryan Benjamin, che mostra il sodalizio tra i due eroi più controversi dell'universo WildStorm.

## Altri media
- Del personaggio esiste anche una versione animata nella serie d'animazione La sfera del tempio orientale. In questo adattamento la voce del personaggio è data in originale da Colin O'Meara e in italiano da Federico Danti.
- Appare nel lungometraggio animato Justice League: The Flashpoint Paradox del 2013, doppiato da Danny Jacobs. Nella linea temporale del film, fa parte del gruppo della Resistenza in cui conosce Lois Lane. Durante l'attacco finale nella guerra Atlantidei/Amazzoni, aiuta Flash, Capitan Thunder, Cyborg e Batman, aiutando quest'ultimo a sconfiggere Black Manta.

## Curiosità
- La maschera indossata da Grifter non serve unicamente a mascherare la sua identità ma anche come filtro per non inalare gas tossici.
- Il vero nome di Grifter, Cole Cash, è un gioco di parole con la frase "Cold Hard Cash", dove cash (denaro) sta ad indicare un truffatore, un giocatore disonesto, o simili.
- Ai tempi del Team 7 il suo marchio di riconoscimento era un rombo spezzato dipinto sull'occhio sinistro.